# ますらを派出夫会
『ますらを派出夫会』（ますらをはしゅつふかい）は、1956年に公開された小田基義監督の日本映画。
秋好馨の同名漫画が原作。
本項ではテレビドラマについても記述する。

## スタッフ
- 監督 - 小田基義
- 製作 - 山本紫朗
- 企画 - 南里金春
- 脚本 - 笠原良三、三瓶恵司
- 原作 - 秋好馨 漫画『ますらを派出夫会』
- 撮影 - 芦田勇
- 美術 - 島康平、狩野健
- 音楽 - 小島和夫
- 録音 - 西尾昇
- 照明 - 入江進

## キャスト

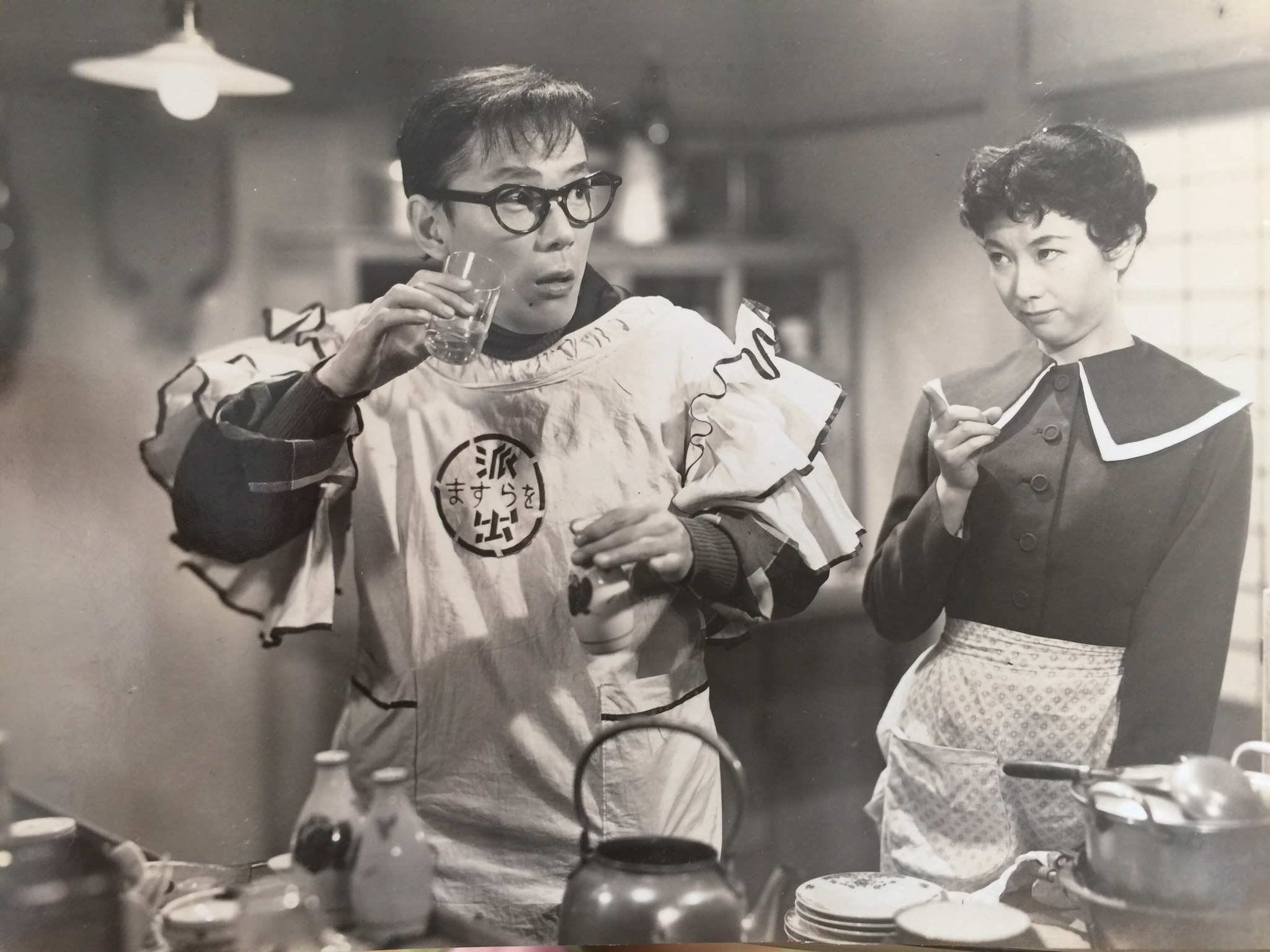
トニー谷と白鳩真弓

- 榎本健一 - 江川健太
- 塩沢登代路 - 妻あらし
- 古川緑波 - 古井蔵之進
- 清川玉枝 - 妻たま子
- 柳家金語楼 - 亀山寅造
- 千石規子 - 妻その
- 白鳩真弓 - 娘絹子
- 三木のり平 - 北見／ペテン師金田
- トニー谷 - 品川

- 柳沢真一 - 貫二
- 千葉信男 - 熊本
- 南道郎 - 丸山
- 北川町子 - 黒田街子

## 同時上映
- 『幸福はあの星の下に』

## テレビドラマ
1957年12月12日から1958年11月12日までKRT（後のTBSテレビ）系列で放送。全49回。飯島敏宏の初演出作品。

### 放送時間
| 放送期間   | 放送期間   | 放送時間（JST）   |
| ---------- | ---------- | ----------------- |
| 1957.12.12 | 1958.09.11 | 木曜18:15 - 18:45 |
| 1958.09.17 | 1958.11.12 | 水曜19:30 - 20:00 |

### スタッフ
- 原作 - 秋好馨
- 脚本 - 市川三郎、しのざき凡
- 演出 - 飯島敏宏
- 演出補 - 森伊千雄、飯島敏宏[4]

### キャスト
- 森川信
- 若水ヤエ子
- 一龍齋貞鳳
- 丹下キヨ子
- 山田周平
- 十朱久雄
- 滝那保代
- 浅茅しのぶ
- 伊奈夏子
- 小野敦子
- 折原啓子
- 柏まゆみ
- 北原文枝
- 久邇恭子
- 関弘子
- 寺島信子
- 笹川恵三
- 里井茂
- 横山エンタツ
- 花菱アチャコ
- 宮川洋一
- 矢田稔
- 由利徹[4]

| KRT 木曜18:15 - 18:45枠          | KRT 木曜18:15 - 18:45枠                                                    | KRT 木曜18:15 - 18:45枠     |
| 前番組                           | 番組名                                                                     | 次番組                      |
| -------------------------------- | -------------------------------------------------------------------------- | --------------------------- |
| 少年探偵団 ユキ夫の冒険          | ますらを派出夫会 （1957年12月12日 - 1958年9月11日）                        | 本番OK                      |
| KRT 水曜19:30 - 20:00枠          |                                                                            |                             |
| 源平芸能合戦 【火曜20:00に移動】 | ますらを派出夫会 （1958年9月17日 - 1958年11月12日） 【当番組よりドラマ枠】 | ドキュメンタリードラマ 裁判 |